# Исаев, Михаил Сергеевич
Михаил Сергеевич Исаев (10 июня 1921 года, посёлок Зеленёвка, Воронежский уезд, Воронежская губерния — 11 июня 1983 года, Воронеж, Воронежская область) — передовик производства, шлифовальщик Воронежского авиационного завода. Герой Социалистического Труда (1966).

## Биография
Родился 10 июня 1921 года в крестьянской семье в посёлке Зеленёвка Воронежского уезда Воронежской губернии (сегодня — Аннинский район Воронежской области). В 1939 году устроился на работу на Воронежский авиационный завод. В 1942 году ушёл на фронт. После демобилизации в 1945 году возвратился на завод, на котором проработал до своей кончины в 1983 году.
В 1966 году был удостоен звания Героя Социалистического Труда за выдающиеся трудовые достижения.
Избирался депутатом Левоборежного районного и городского советов народных депутатов.

## Награды
- Герой Социалистического Труда — указом Президиума Верховного Совета СССР от 22 июля 1966 года
- Орден Ленина
- Орден Славы